# Didemnum misakiense
Didemnum misakiense är en sjöpungsart som först beskrevs av Asajiro Oka och Willey 1892.  Didemnum misakiense ingår i släktet Didemnum och familjen Didemnidae. Inga underarter finns listade i Catalogue of Life.